# Nguyễn Huệ
Nguyễn Huệ també conegut com a Emperador Quang Trung (Tây Sơn, Bình Định, 1753-Huế, 1792) fou un militar i emperador vietnamita, el fundador de dinastia Tây Sơn (1788-1792).
Va aconseguir la unificació del Vietnam després de més de tres segles de divisió entre les famílies Nguyễn, del sud, i Trịnh, del nord. Nguyen Hue i els seus dos germans, Nhac i Lu són coneguts al Vietnam com els germans Tay Son, líders de la rebel·lió Tay Son, que va començar el 1770.
Les seves dues victòries més importants son la victòria sobre les forces xineses a la batalla de Hanoi i la victòria sobre les forces tailandeses a la batalla de Rach Gam-Xoài Mút.
Després de la seva mort, a causa d'una malaltia, la seva dinastia es va esfondrar, Gia Long va prendre el poder i va establir la Dinastia Nguyen el 1802.